# イースト・フィンチリー
イースト・フィンチリー（East Finchley）は、ロンドンのバーネット・ロンドン特別区にある都市である。ロンドンの北に位置している。チャリング・クロスの北西5.4マイル(8.7キロメートル)に位置している。高級住宅地である。
中心部まではtubeで約20分。ダブルデッカーでは40分程度。263から134に乗り換えることでtottenham coat roadやcomdentownへ簡単にいける。中心部に比べて標高が高い為多少の気温差がある。
dueなどの映画館、ボウリング場、ファミリーレストランなどもあり、A1のhighwayに近く車なら交通の便が良い。治安も良く、ケンウッド・ハウスや、ハムステッド・ヒースなどへも至近距離で、緑の多い日本人好みの地域。
2005年にロンドン中心部で起こったバス地下鉄爆破事件のテロリストの所有容疑がかかったベンツが路上で見つかり、一時住民が半径5km以内から一斉避難させられるという事件もあったが事なきを得た。